# Tanja Damaske
Tanja Damaske (Berlín, Alemania, 16 de noviembre de 1971) es una atleta alemana, especializada en la prueba de lanzamiento de jabalina en la que llegó a ser medallista de bronce mundial en 1997.

## Carrera deportiva
En el Mundial de Atenas 1997 ganó la medalla de bronce en el lanzamiento de jabalina, con una marca de 67.12 metros que fue su mejor marca personal, siendo superada por noruega Trine Hattestad y la australiana Joanna Stone.